# Marcus Morris Wells
Marcus Morris Wells, född 1815, död 1895, amerikansk farmare, baptistisk kompositör och sångförfattare.

## Psalmer
- Helge Ande, du som är Jesu vänner städse när (Herde-Rösten 1892 nr 190, Svenska Missionsförbundets sångbok 1894 nr 97  Svenska Missionsförbundets sångbok 1920 nr 160 samt i Sånger och psalmer 1951 nr 95)
- Nu jag kommer, Jesus kär komponerat musiken (Frälsningsarméns sångbok 1968, nr 203)